# Liste der Wappen in der Provinz Ravenna
Die Liste der Wappen in der Provinz Ravenna beinhaltet alle in der Wikipedia gelisteten Wappen der Provinz Ravenna in der Region Emilia-Romagna in Italien. In dieser Liste werden die Wappen mit dem Gemeindelink angezeigt.

## Wappen der Provinz Ravenna

Provinz Ravenna
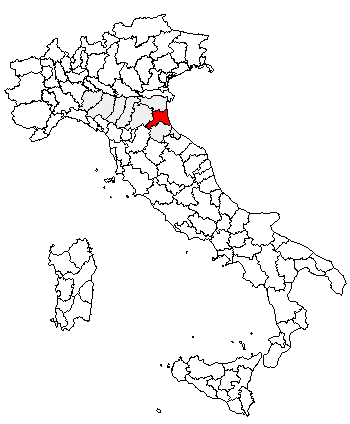
Lage der Provinz in Italien
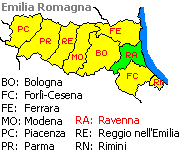
Lage der Provinz in der Region

## Wappen der Gemeinden der Provinz Ravenna

Alfonsine
Bagnacavallo
Bagnara di Romagna
Brisighella
Casola Valsenio
Castel Bolognese
Cervia
Conselice
Cotignola
Faenza
Fusignano
Lugo
Massa Lombarda
Ravenna
Riolo Terme
Russi
Sant’Agata sul Santerno
Solarolo